# Paz Ivison
María Paz Ivison Carrera (Jerez de la Frontera, 11 de junio de 1952) conocida como Paz Ivison, es una periodista gastronómica española.

## Biografía
Nació Jerez de la Frontera y estudió su curso preuniversitario en Cádiz. Durante su preparación preuniversitaria colaboró con el periódico de Jerez que en aquel momento se llamaba La Voz del Sur con una sección dominical titulada "Para ti mujer". En Madrid cursó las carreras de Ciencias Políticas y Ciencias de la Información en la Universidad Complutense de forma simultánea. En este momento descubre su afición por la gastronomía y especialmente por el mundo del vino aunque según aseguró en una entrevista «el vino siempre lo ha llevado en la sangre», ya que su tatarabuelo, Flecher Ivison Parke, originario de Cumberland (norte de Inglaterra), fundó en Puerto Real en 1884 la bodega RC Ivison (marca que conserva la empresa Gonzalez Byass para la exportación).
Fue fundadora y jefa de sección de la revista Dunia —símbolo de la revolución de la mujer tras la muerte de Franco— desde 1976 hasta 1987. En esta revista creó en 1980 la primera sección dedicada a vinos en una publicación femenina. En 1984 fue la primera periodista mujer en embarcarse para presenciar una levantá del atún de almadraba. Desde 1987 hasta 2007 fue subdirectora de la revista Club de Gourmets. Entre 1998 y 2004 dirigió la publicación Gourmetabaco y se convirtió así en la primera periodista mujer especializada en la cata de cigarros puros habanos.
Desde 2007 trabaja como periodista freelance con una especial atención a los vinos del Marco de Jerez, por cuya divulgación la Academia Andaluza de Gastronomía le otorgó su premio Andalucía 2019. Fue pregonera de la Feria de la Manzanilla en 2011 con un texto dedicado a la gramática de la manzanilla y es miembro de la Academia Andaluza de Gastronomía.
Ha colaborado con la Cadena Ser y en el periódico El Mundo, entre otros medios de comunicación.
Ha colaborado con la serie de RTVE Un país para comérselo. Ha participado en la película Jerez y el misterio del Palo Cortado de José Luis López Linares y en el mítico programa televisivo de RTVE de Elena Santonja "Con las manos en la masa" en el que cocinó «Empanadillas al galope» y «Fideos amarillos con caballa».
Aparece en la película documental ¿Oído? Ellas, la voz de la gastronomía de Sara F. Cucala como pionera del periodismo gastronómico.
Participó en el comité de cata de calificación de la añada 2020 de Ribera de Duero.
Formó parte del Jurado Oficial de la sección Cinema Cocina de la 24 edición del Festival de Málaga en 2021.

## Premios y reconocimientos
- Dama del Albariño 2004.
- Pregonera de la Manzanilla 2010.
- Presidenta de la Orden de la Manzanilla Solear 2011.
- Premio Nacional de Gastronomía Mejor Periodista 2000.
- Premio de la Federación Nacional de Profesionales de Sala: Mejor Periodista 1998.
- Premio Eva a la Mejor Comunicadora Gastronómica 2008.
- Dama del Atún de Rojo. Zahara de los Atunes 2011.
- Premio Andalucía 2019 de la Academia Andaluza de Gastronomía y Turismo.

## Libros
- Los vinos: uso y protocolo. Ed. Temas de Hoy, 1989. ISBN 8486675979
- Autora del texto y fotografías del capítulo “‘Las Almadrabas” del libro Los Pescados Azules de Nuestras Costas, editado por el FROM. 1985. ISBN 8474794234.
- Guía De Tapas por Cádiz y el Marco de Jerez. El País/Aguilar. ISBN 978-84-03-59340-4